# Реймс (хокейний клуб)
Хокейний клуб «Реймс» (фр. Flammes bleues de Reims) — колишній хокейний клуб з м. Реймса, Франція. Існував у 1969—2002 роках.

## Історія

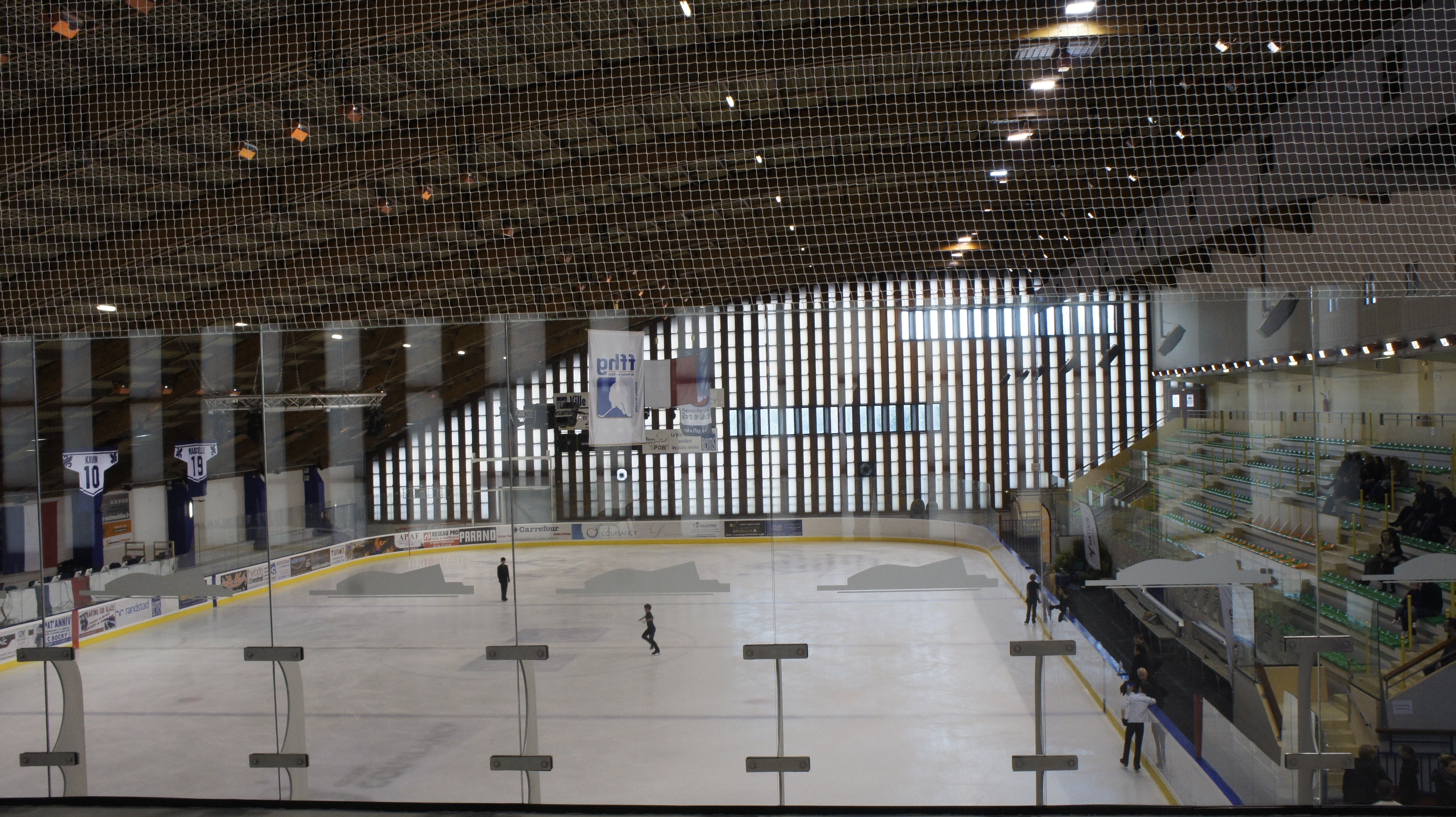
«Патінуар Боквен» у Реймсі

У сезоні 1999—2000 виграли регулярну першість, випередивши на 1 очко «Кан». З цим клубом зіграли й у фіналі плей-оф, обмінявшись гостьовими перемогами: 14 квітня — 3:1 у Кані, 16 квітня — 1:0 у Реймсі.
У сезоні 2000—2001 посіли друге місце в регулярному сезоні, поступившись тільки майбутньому чемпіону — ХК «Руан». У плей-оф у півфіналі поступилися ХК «Англет» з рахунком 2:3, ведучи в серії 2:0 (причому перший матч «Реймс» виграв з рахунком 17:2), а потім з рахунком 0:3 програли ХК «Гренобль» серію за 3-тє місце.

## Досягнення
Еліт Ліга (чемпіонат Франції):
- (2) 1999—2000[1], 2001—2002[3].
- (1) 1998—1999[4]

## Відомі гравці
- Сергій Горбушин — колишній капітан київського «Сокола»[5]
- Володимир Ковін
- Арно Бріан
- Моріс Розенталь
- Франсуа Розенталь
- Патрік Роллан[6]
- Міка Пієтіля — кращий воротар Еліт Ліги в сезонах 1998—1999[4], 1999—2000[1]